# Galicja (zespół muzyczny)
Galicja – krakowska grupa muzyczna założona w 1984, związana w latach 90. XX wieku z Piwnicą pod Baranami, wykonująca poezję śpiewaną. Zespół był kontynuacją kabaretu o tej samej nazwie. Założycielami byli Lidia Jazgar i Ryszard Brączek.
Grupa była jednym z laureatów Studenckiego Festiwalu Piosenki w Krakowie w 1992. Grupa otrzymała też nagrodę specjalną przyznaną przez Piotra Skrzyneckiego. Zespół koncertował w kraju i za granicą. Od 1995 jest gospodarzem cyklu koncertów Galicyjskie Wieczory z Piosenką.
Z zespołem występowali gościnnie: Jacek Wójcicki, Andrzej Sikorowski, Jacek Dewódzki, Mieczysław Szcześniak, Mateusz Ziółko i Przemysław Branny.

## Dyskografia
na podstawie wialwiatr.lidiajazgar.pl
1. Oczekiwanie (MC, wyd. Stebo, 1992)
2. Za oknem zamieć (CD, wyd. Folk, 1996)
reedycja: Czas prezentów (wyd. MTJ, 2001)
3. Czasem (CD, wyd. Dalmafon, 2001)
4. Wieczór kolęd i pastorałek (DVD, wyd. Art Blue, 2005)
5. Obok snów (CD, wyd. Art Blue, 2005)
6. Wiał wiatr (CD, wyd. Art Blue, 2008)